# Сан-Фелісес (Сорія)
Сан-Фелісес (ісп. San Felices) — муніципалітет в Іспанії, у складі автономної спільноти Кастилія-і-Леон, у провінції Сорія. Населення — 76 осіб (2010).
Муніципалітет розташований на відстані близько 220 км на північний схід від Мадрида, 41 км на північний схід від Сорії.

## Демографія
Динаміка населення (INE ):

## Галерея зображень

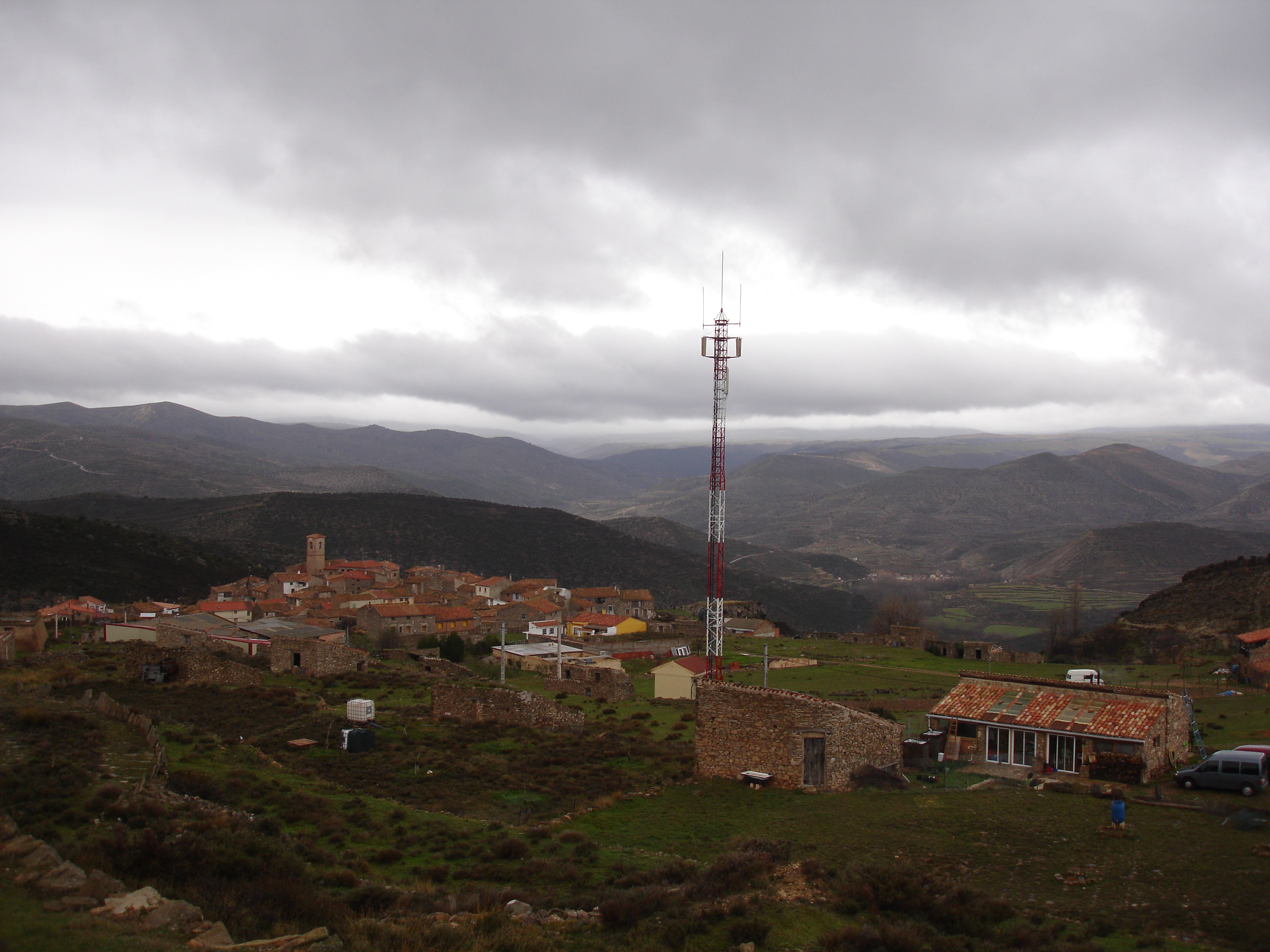
Сан-Фелісес
Розташування муніципалітету Сан-Фелісес
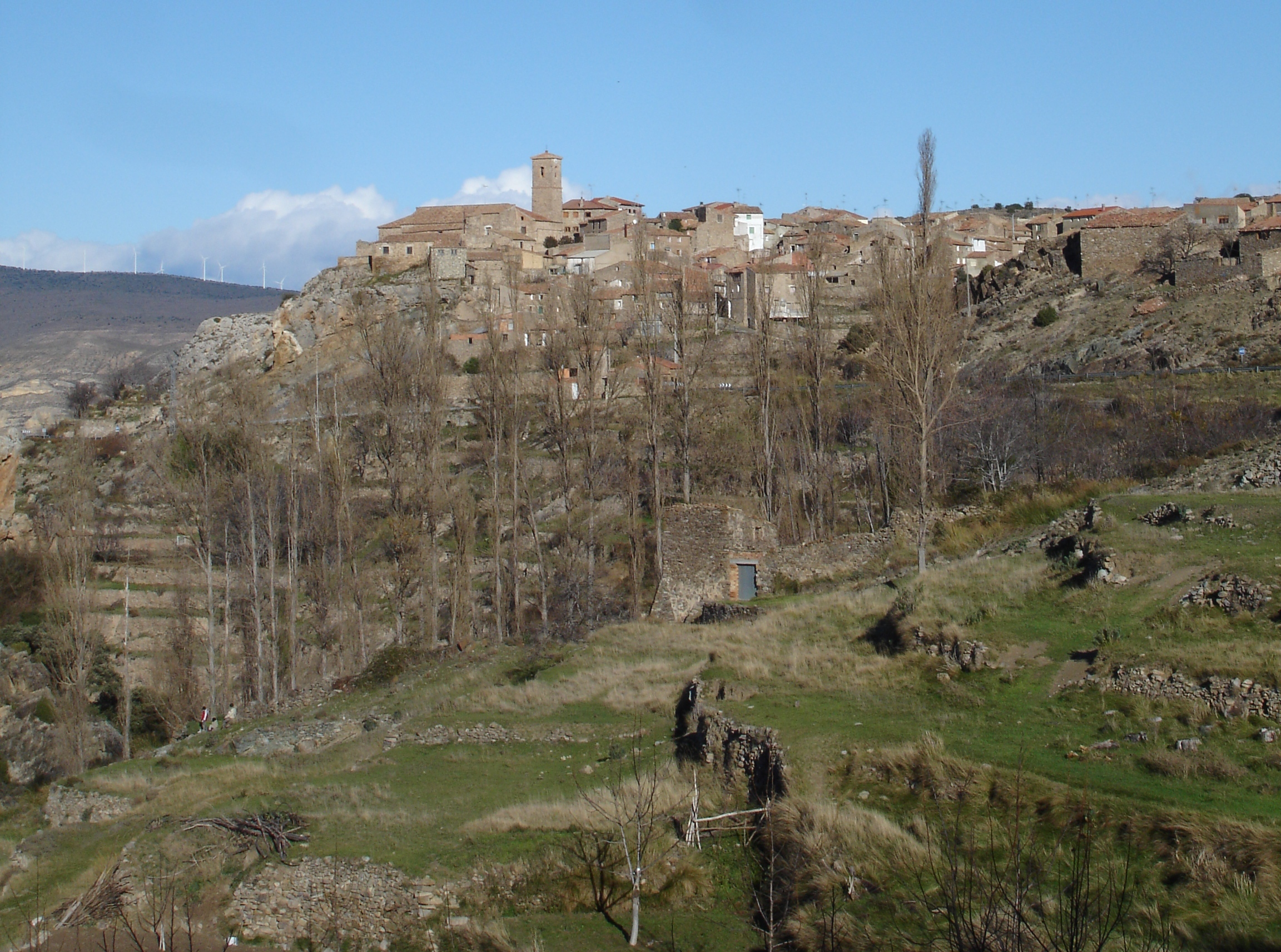
Сан-Фелісес